# Antiallagamento

Un impianto antiallagamento è costituito da uno o più sensori collegati con la centrale domotica che rilevano la presenza di acqua in un determinato ambiente, un segnalatore acustico o luminoso e un'elettrovalvola posta sulla condotta dell'acqua. Normalmente i sensori sono provvisti di due elettrodi metallici che vengono appoggiati a pavimento e che in presenza di acqua fungono da interruttore chiudendo il circuito e segnalando l'evento alla centrale che provvederà ad azionare l'allarme acustico e/o inviando un messaggio telefonico e a chiudere l'elettrovalvola. I sensori vengono installati nella cucina e nei bagni per rilevare le perdite di acqua dovute per esempio al guasto di un elettrodomestico (lavatrice o lavastoviglie) o alla rottura di una condotta idrica.